# Archford Gutu
Archford Uche Gutu, född 5 augusti 1993 i Harare, är en zimbabwisk professionell fotbollsspelare (mittfältare).

## Åldersförvirring
Redan i unga år etablerade sig Gutu som en spelare på hög nivå. Men på grund av svårigheter med att fastställa hans och andra zimbabwiska fotbollsspelares födelsedatum rördes i januari 2011 många känslor upp kring landskamper för Zimbabwes U-23-landslag. Laget anklagades för fusk med för gamla spelare, varav Gutu var en av de inblandade. Gutus manager Calvin Nyazema menade dock att han förgäves försökt få tag i spelarens riktiga födelsedata och att arbetet försvårats av att dennes bägge föräldrar var döda. Nyazema hävdade vidare att Gutu möjligen kunde vara 2 år äldre än vad som påstods, inte mer. I maj 2009, när Gutu signades av sydafrikanska klubben Ajax Cape Town, antogs dock hans ålder redan då vara 19 år; inte 16 som officiellt sagts.

## Karriären
Gutu har inte bara skaffat sig ett rykte genom förvirringen kring sin ålder utan även levererat på planen, född 1993 eller inte. Han fick tidigt pröva på landslagsspel med flera avgörande insatser och mål; bland annat i kvalet till Afrikanska mästerskapet 2012 i februari 2011. I juni samma år drog han på nytt till sig rubriker då han i den inhemska ligan för sitt Dynamos Harare gjort två frisparksmål. Prestationen gav honom epitetet "Frisparkskungen" i Zimbabwes största söndagstidning The Standard, som vidare menade att Gutu "lyser upp ligan".
Tiden innan framgångarna i den inhemska ligan hade dock varit strulig för zimbabwiern. Hans tre år långa kontrakt med sydafrikanska Ajax Cape Town, underskrivet i maj 2009, revs redan i september 2010 efter att Gutu inte gjort en enda A-lagsmatch. Väl tillbaka i Zimbabwe kontrakterades han av Dynamos Harare. Problem med klubbens betalningar uppstod dock och Gutu hindrades under en period från spel.

### Till Sverige och Kalmar
Under sommaren 2011 kontaktades Gutu av allsvenska Kalmar FF som bjöd in till provspel. Väl där imponerade han så pass att klubben erbjöd ett lånekontrakt med option på ett 3,5-årsavtal vilket också förhandlades igenom med start säsongen 2012. Zimbabwes tidningar var dock inte glada över uppgiften att ytterligare en av deras stora talanger nu skulle hamna i ett land som Sverige som beskrevs som "bakvattnet av europeisk fotboll" och "inget att tala om när det gäller fotboll". Att Gutu skulle tjäna mer pengar här än i den inhemska ligan trodde man dock inte att det låg några tvivel kring.
Debutsäsongen i Kalmar FF för den ungen afrikanen blev klart godkänd med spel i 20 matcher i Allsvenskan, varav 10 från start. Följande säsong blev dock en besvikelse: 6 matcher i Allsvenskan, endast 2 från start. De följande åren ansågs inte Gutu kunna aspirera på en plats i Kalmars startelva och han lånades därför från sommaren 2014 och under hela säsong 2015 ut till superettanlaget IFK Värnamo.

### Tillbaka till Zimbabwe
Efter de misslyckade säsongerna 2014 och 2015 blev det inte någon kontraktsförlängning med Kalmar FF för Gutu, som enligt officiella uppgifter ändå bara var 22 år gammal och endast i början på sin karriär. I februari 2016 stod det klart att Gutu skulle återvända till sitt hemland för spel i CAPS United.
I november 2016 återvände Gutu till Sverige då han skrev på ett tvåårskontrakt med IFK Värnamo. I augusti 2018 lämnade han klubben.

### Webbsidor
- Archford Gutu på Svenska Fotbollförbundets webbplats
- Gutu på soccerway.com
- Gutu på national-football-teams.com
- Gutu på transfermarkt.co.uk